# Tyrrell 024
El Tyrrell 024 fue el coche con el que el equipo Tyrrell compitió en la temporada 1996 de Fórmula 1. Lo conducían el japonés Ukyo Katayama y el finlandés Mika Salo, que cumplían su cuarta y segunda temporada con el equipo respectivamente.

## Descripción general
El automóvil supuso una mejora significativa con respecto al ineficaz modelo de 1995, lo que llevó a Salo a decir que no se debería hablar de ellos el mismo día. Sin embargo, los esfuerzos del equipo se vieron gravemente comprometidos por la falta de fiabilidad de sus motores Yamaha, una decisión que resultó en que el equipo cambiara a motor Ford V8 para 1997.
Salo estuvo impresionante en general durante toda la temporada, anotando puntos vitales en tres ocasiones. Nuevamente eclipsó a Katayama, quien se mudó a Minardi en 1997.
El equipo finalmente terminó octavo en el Campeonato de Constructores, con cinco puntos.

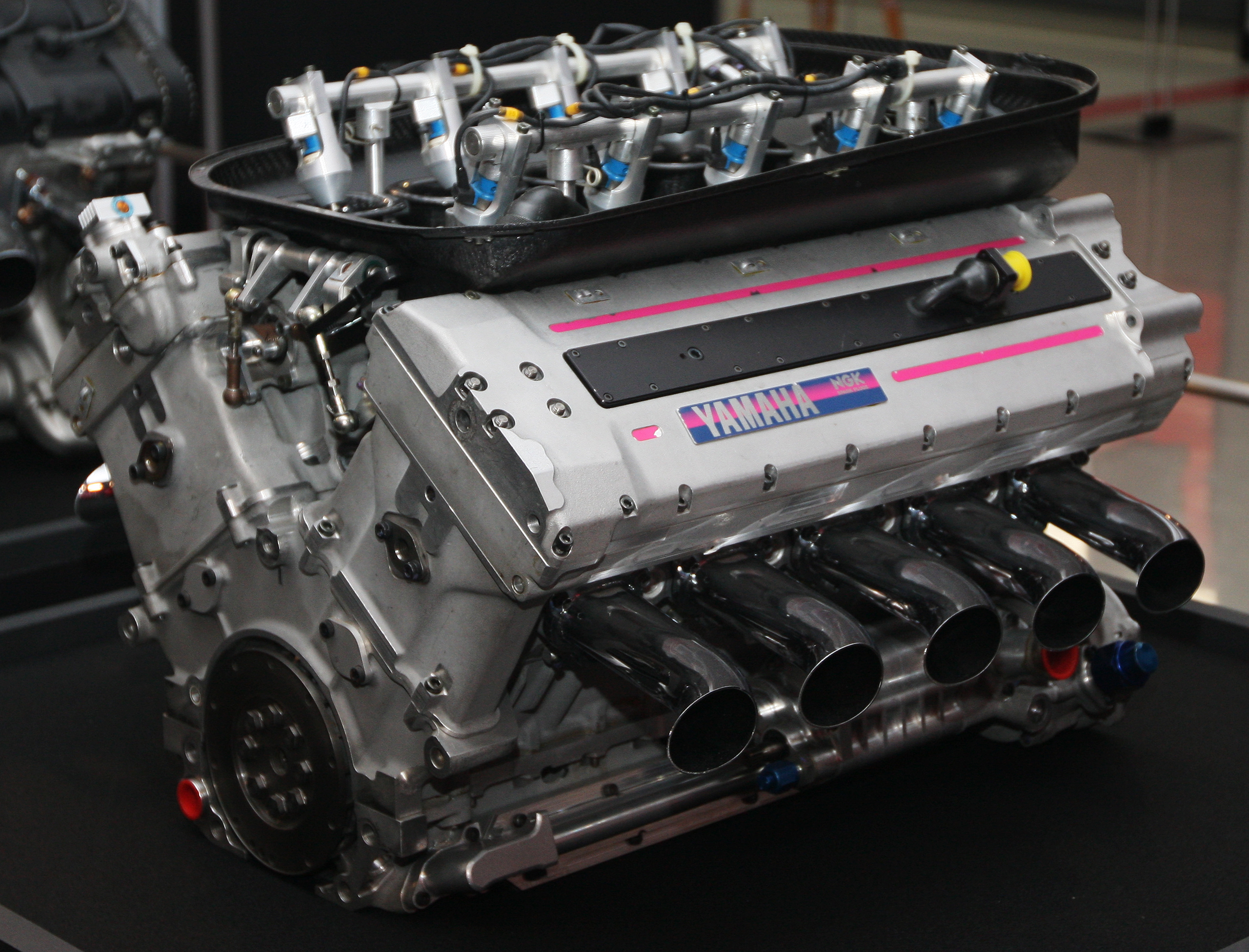
El motor Yamaha OX11A que impulsaba el 024.
.

## Patrocinio y livery
El 024 conserva la misma livery base blanca con varios cambios en el esquema azul. Durante la prueba de pretemporada y el lanzamiento, el único patrocinador fue su proveedor de motores Yamaha y el fabricante de ruedas Fondmetal. Debido a la escasez de financiación, el equipo perdió varios patrocinadores, incluido Korean Air, que se trasladaría a Benetton la temporada siguiente, y su patrocinador principal, Nokia, que fue reemplazado por Motorola como patrocinador menor. Como tenía muchos espacios en blanco, los patrocinadores estaban colocados incorrectamente.
En los Grandes Premios que no permitían la marca de tabaco, los logotipos de Mild Seven fueron reemplazados por "Tyrrell".

## Resultados
(Clave) (negrita indica pole position) (cursiva indica vuelta rápida)

| Año     | Motor      | Neu. | N.º | Pilotos       | 1   | 2   | 3   | 4   | 5   | 6   | 7   | 8   | 9   | 10  | 11  | 12  | 13  | 14  | 15  | 16  | Puntos | Pos. |
| ------- | ---------- | ---- | --- | ------------- | --- | --- | --- | --- | --- | --- | --- | --- | --- | --- | --- | --- | --- | --- | --- | --- | ------ | ---- |
| 1996    | Yamaha V10 | G    |     |               | AUS | BRA | ARG | EUR | SMR | MON | ESP | CAN | FRA | GBR | GER | HUN | BEL | ITA | POR | JPN | 5      | 8.º  |
| 1996    | Yamaha V10 | G    | 18  | Ukyo Katayama | 11  | 9   | Ret | DSQ | Ret | Ret | Ret | Ret | Ret | Ret | Ret | 7   | 8   | 10  | 12  | Ret | 5      | 8.º  |
| 1996    | Yamaha V10 | G    | 19  | Mika Salo     | 6   | 5   | Ret | DSQ | Ret | 5   | DSQ | Ret | 10  | 7   | 9   | Ret | 7   | Ret | 11  | Ret | 5      | 8.º  |
| Fuente: |            |      |     |               |     |     |     |     |     |     |     |     |     |     |     |     |     |     |     |     |        |      |